# Mostra de Venise 1997
La Mostra de Venise 1997, 54e édition du festival international du film de Venise (54ª edizione della Mostra internazionale d'arte cinematografica), est un festival cinématographique qui se tient du 27 août au 6 septembre 1997 à Venise, en Italie.
C'est le film Harry dans tous ses états (Deconstructing Harry) de Woody Allen qui a fait l'ouverture.

## Jury
- Jane Campion (présidente, Nouvelle-Zélande), Ron Bass (É.-U.), Vera Belmont (France), Peter Buchka (Allemagne), Nana Djordjadze (Ukraine), Idrissa Ouedraogo (Burkina Faso), Charlotte Rampling (Grande-Bretagne), Francesco Rosi (Italie), Shinya Tsukamoto (Japon).

- - Jury international Corto-Cortissimo : Marco Bellocchio (président, Italie), Olivier Assayas (France) Clare Peploe (France).

## Films en compétition
- A Ciegas de Daniel Calparsoro
- I vesuviani d'Antonio Capuano, Pappi Corsicato, Antonietta De Lillo, Stefano Incerti and Mario Martone
- Le Voleur et l'Enfant (Вор, Vor) de Pavel Chukhrai
- Ossos de Pedro Costa
- Pour une nuit... (One Night Stand) de Mike Figgis
- Nettoyage à sec d' Anne Fontaine
- Giro di lune tra terra e mare de Giuseppe M. Gaudino
- Niagara, Niagara de Bob Gosse
- Hana-bi de Takeshi Kitano
- Le Septième Ciel de Benoît Jacquot
- Combat de fauves de Benoît Lamy
- A Ostra e o Vento de Walter Lima Jr.
- The Informant de Jim McBride
- L'Invitée de l'hiver (The Winter Guest) d'Alan Rickman
- Historie miłosne de Jerzy Stuhr

- Ovosodo de Paolo Virzì
- Chinese Box de Wayne Wang
- Keep Cool de Zhang Yimou

## Palmarès
- Lion d'or pour le meilleur film : Hana-bi de Takeshi Kitano
- Grand Prix spécial du jury : Ovosodo de Paolo Virzì
- Coupe Volpi pour la meilleure interprétation masculine : Wesley Snipes pour Pour une nuit... (One Night Stand) de Mike Figgis
- Coupe Volpi pour la meilleure interprétation féminine : Robin Tunney pour Niagara, Niagara de Bob Gosse
- Prix Luigi de Laurentiis (meilleure première œuvre): Mais qui a tué Tano? (Tano da morire) de Roberta Torre

- Lion d'or d'honneur : Gérard Depardieu, Stanley Kubrick et Alida Valli